# Сутінки. Сага: Затемнення
«Сутінки. Сага: Затемнення»(англ. «The Twilight Saga: Eclipse») — фільм режисера Девіда Слейда за однойменним романом Стефані Маєр. Третій фільм Сутінкової саги. Світова прем'єра фільму відбулась 30 червня 2010, а в Україні представлений глядачам 7 липня 2010 року. Режисер фільму — Девід Слейд. В головних ролях як і в попередніх фільмах: Крістен Стюарт (Белла), Роберт Паттінсон (Едвард), Тейлор Лотнер (Джейкоб). Бюджет фільму становив 68 млн дол. США.

## Сюжет
У Сіетлі, штат Вашингтон, вампірка Вікторія Сазерленд нападає на людину Райлі Бірса, перетворюючи його на вампіра. Так вона починає створювати армію новонароджених вампірів, щоб помститися Едварду Каллену, який убив її коханого Джеймса Візердейла.
У Форксі Едвард і його людська дівчина Белла Свон обговорюють її бажання стати вампіром, але Едвард хоче, щоб вона залишилася людиною. Він просить її вийти за нього заміж, але вона вагається, навіть після того, як Едвард обіцяє перетворити її на вампіра, якщо вона погодиться. Белла говорить із батьком Чарлі, який знімає з неї домашній арешт за умови, що вона проводитиме більше часу з іншими друзями та Джейкобом Блеком, її другом дитинства, перевертнем, який сильно не любить вампірів і Едварда.
Сестра Едварда, ясновидиця Аліс Каллен, передбачає напад армії новонароджених вампірів, очолюваної Райлі, на Форкс. Родина Едварда переслідує Вікторію в лісі, але вона втікає на територію перевертнів, спричиняючи інцидент між вампірами та перевертнями, що загострює напругу між ними. Едвард вирішує приховати це від Белли.
У школі Едвард і Джейкоб мають напружену зустріч, де Джейкоб розкриває Беллі цей інцидент. Роздратована тим, що Едвард приховує від неї правду, вона їде з Джейкобом і починає проводити більше часу з ним та його плем’ям. Зрештою Джейкоб зізнається їй у коханні. Вона каже, що кохає Едварда, але він не вірить і цілує її. Вона гнівно б’є його кулаком, але травмує руку об його тверде тіло перевертня. Пізніше Джейкоб вибачається за свою поведінку, і Белла його прощає.
Каллени укладають нестабільний союз із плем’ям перевертнів, щоб захиститися від наступу Вікторії, і тренуються разом. Під час тренувань партнер Аліс, Джаспер Гейл, розповідає Беллі, що колись був частиною армії новонароджених вампірів і ненавидів себе, але знайшов щастя, покохавши Аліс.
Белла й Едвард проводять ніч удвох у його сімейному будинку, і, боячись, як зміняться її почуття після перетворення на вампіра, вона погоджується вийти за нього заміж, якщо він погодиться на секс із нею. Вони цілуються, але Едвард вважає це надто небезпечним і пояснює, що хоче дочекатися шлюбу. Він показує Беллі перстень своєї матері, знову просить її вийти за нього, і вона погоджується.
Вони використовують кров Белли як приманку для армії новонароджених вампірів, а Едвард і Белла ховаються в горах подалі від бою, щоб убезпечити її. Вони обговорюють заручини, що чує Джейкоб, після чого він у гніві тікає. Белла наздоганяє його і благає поцілувати її, що вони й роблять. Белла пояснює Едварду, що, хоча вона любить Джейкоба, її кохання до Едварда сильніше.
Їх перериває напад Вікторії та її армії. Родина Калленів разом із перевертнями відбиває атаку, Едвард убиває Вікторію, але Джейкоб отримує серйозні поранення. Перевертні забирають Джейкоба в безпечне місце, а гвардія Волтурі, яка стежить за дотриманням вампірських законів, прибуває й бачить, що Каллени охороняють Брі Таннер, одну з новонароджених, створених Вікторією, яка здалася.
Волтурі катують і допитують Брі, попри протести Калленів. Коли Волтурі помічають, що Белла все ще людина, порушуючи їхню угоду, вона пояснює, що дата її перетворення вже визначена. Лідерка гвардії Волтурі наказує своїй підлеглій убити Брі, і Каллени, налякані, не втручаються. Після цього Белла відвідує пораненого Джейкоба, щоб сказати, що обрала Едварда, і він неохоче приймає її рішення.
Белла й Едвард говорять про майбутнє весілля на їхній галявині. Едвард запитує, чому вона це робить, і Белла пояснює, що почувається собою у світі Едварда і хоче бути з ним пов’язаною. Вони вирішують повідомити про заручини батькові Белли.
1. ↑  http://nmhh.hu/dokumentum/158992/2010_filmbemutatok_osszes.xlsx
2. ↑  The Twilight Saga: Eclipse (2010). Box Office Mojo. Amazon.com. Архів оригіналу за 11 липня 2010. Процитовано 12 липня 2010.
3. ↑  http://boxofficemojo.com/movies/?page=main&id=eclipse.htm